# قسم سورماغ الريفي
قسم سورماغ الريفي (بالفارسية: دهستان سورمق) هي منطقة سكنية تقع في إيران في قسم. يقدر عدد سكانها بـ 388 نسمة .